# Battleground (2017)
Battleground (2017) foi o quinto evento anual de luta livre profissional Battleground em pay-per-view (PPV) e transmissão ao vivo produzido pela WWE. Foi realizado exclusivamente para lutadores da divisão da marca SmackDown da promoção. O evento aconteceu no dia 23 de julho de 2017, no Wells Fargo Center, na Filadélfia, Pensilvânia. Este foi o último Battleground realizado até 2023, já que se esperava que o Battleground retornasse como um evento Raw em 2018, mas após a WrestleMania 34 em abril daquele ano, os PPVs exclusivos da marca foram descontinuados, resultando na redução da WWE na quantidade de PPVs produzidos anualmente. Em 2023, o evento Battleground foi revivido para o território de desenvolvimento da WWE, NXT.
Oito partidas foram disputadas no evento, incluindo uma partida no pré-show do Kickoff. No evento principal, Jinder Mahal derrotou Randy Orton na terceira luta Punjabi Prison para reter o Campeonato da WWE. O final da partida também contou com a aparição surpresa de The Great Khali, que se apresentou pela última vez na WWE em novembro de 2014. Em outras lutas de destaque, Kevin Owens derrotou AJ Styles para ganhar seu terceiro Campeonato dos Estados Unidos, John Cena derrotou Rusev em uma luta de bandeira, e na luta de abertura, The New Day (Kofi Kingston e Xavier Woods) derrotaram The Usos (Jey Uso e Jimmy Uso) para ganhar o Campeonato de Duplas do SmackDown.

## Antes do evento

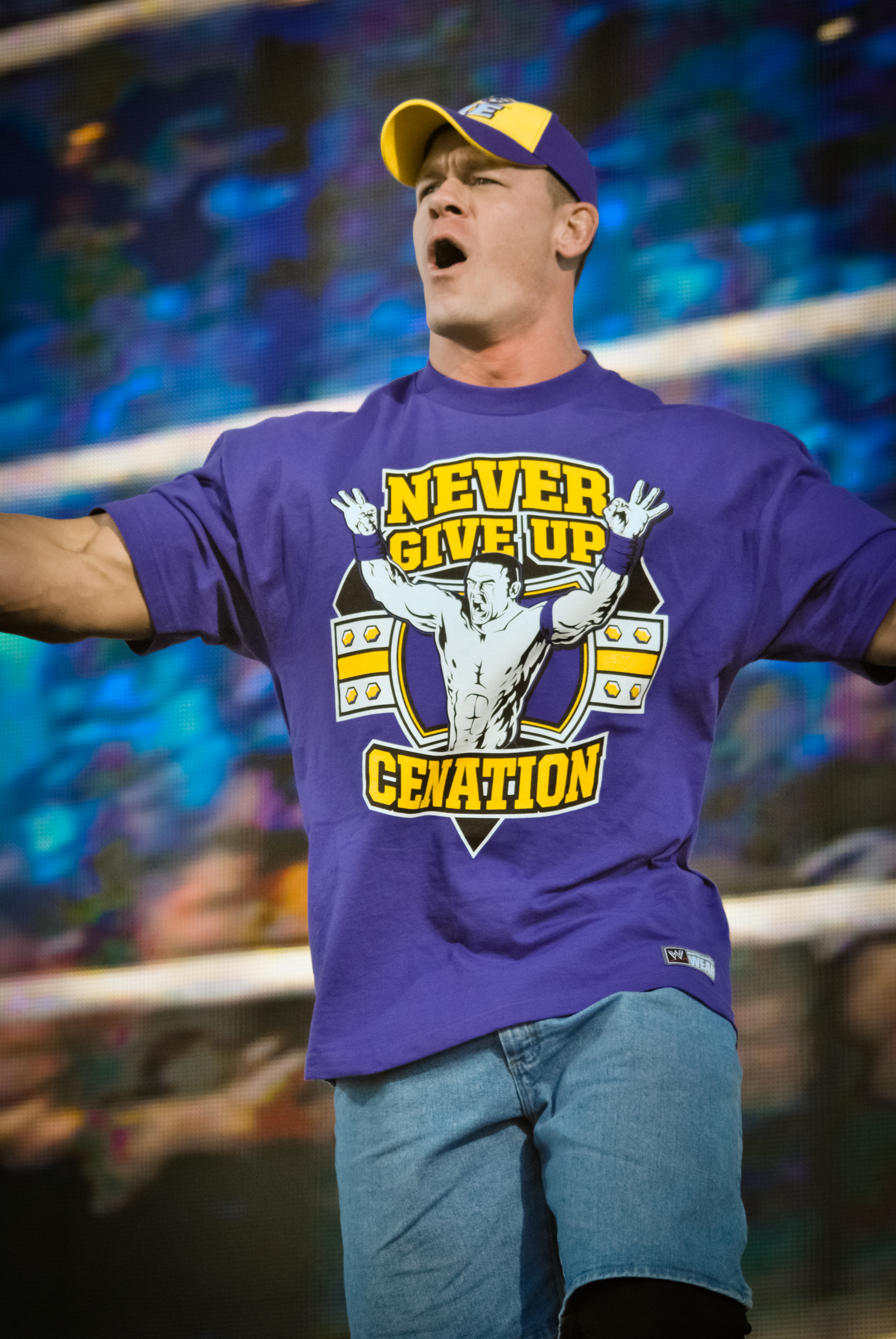
John Cena 2010

Battleground teve combates de luta profissional de diferentes lutadores com rivalidades e histórias pré-determinadas, que se desenvolveram no SmackDown Live — programa de televisão da WWE. Os lutadores interpretaram um vilão ou um mocinho seguindo uma série de eventos para gerar tensão, culminando em várias lutas.
No Money in the Bank, Jinder Mahal derrotou Randy Orton para manter o Campeonato da WWE. No SmackDown seguinte, Orton explicou em uma entrevista que ele tinha perdido o foco depois dos  Singh Brothers tentarem atacar seu pai, Bob Orton, que estava sentado perto do ringue durante o combate. Ele afirmou não estar mais preocupado em se tornar campeão, mas só queria machucar Mahal. Mais tarde, depois que Mahal derrotou Luke Harper, Orton atacou os Singh Brothers e depois Mahal, que escapou pela plateia. No SmackDown de 26 de junho, Orton disse que queria uma revanche pelo título e se não recebesse, continuaria atacando Mahal em qualquer lugar que o visse. O comissário Shane McMahon, concedeu uma revanche no Battleground, mas permitiu que Mahal escolhesse a estipulação. O campeão então escolheu uma luta Punjabi Prison, a terceira deste tipo na história da WWE e a primeira desde 2007.
No SmackDown de 20 de junho, o campeão dos Estados Unidos Kevin Owens lançou um desafio aberto pelo título para qualquer lutador local. AJ Styles aceitou, mas Owens negou a chance, pois Styles não era de Dayton, Ohio. Chad Gable então respondeu ao desafio, afirmando que tinha se mudado para a cidade naquela manhã, mas Owens manteve o título. Na semana seguinte, Styles confrontou o gerente geral Daniel Bryan e disse que Owens não sabia o que era um desafio aberto. Este por sua vez o interrompeu e disse que Styles estava reclamando. Bryan decidiu que, no SmackDown de 4 de julho, haveria uma battle royal, onde o vencedor enfrentaria Owens pelo Campeonato dos Estados Unidos no Battleground. Nesse episódio, Styles derrotou Gable para se qualificar e, posteriormente, ganhou a battle royal. Depois da vitória, Owens tentou atacá-lo, mas Styles conseguiu escapar. Três dias depois, Styles enfrentou Owens em um evento ao vivo no Madison Square Garden e derrotou-o para ganhar o Campeonato dos Estados Unidos. No SmackDown de 11 de julho, o novo campeão fez seu próprio desafio aberto, que foi aceito por John Cena. No entanto, antes da luta começar, Owens e Rusev enfrentaram e atacaram Cena e Styles. Estes derrotaram Owens e Rusev em uma luta de duplas, e Owens invocou sua revanche pelo título no Battleground.
No SmackDown de 4 de julho, após John Cena fazer seu retorno e anunciar que poderia aparecer tanto no Raw como no SmackDown, ele foi  interrompido por Rusev, que reclamou que não tinha recebido nenhum anúncio para seu eventual retorno, ao contrário de Cena. Ele disse que o "Sonho Americano" e os Estados Unidos eram uma piada, e depois disso, Cena desafiou-o para uma luta de bandeiras, para a qual Rusev aceitou e Daniel Bryan agendou para o Battleground.
No Money in the Bank, quando Shinsuke Nakamura estava fazendo a sua entrada, ele foi atacado por Baron Corbin, que o deixou fora da luta Money in the Bank a maior parte do combate; Corbin ganhou e recebeu um contrato por uma luta pelo Campeonato da WWE. No SmackDown de 27 de junho, depois de testemunhar a vitória de Corbin sobre Sami Zayn, a repórter Dasha Fuentes perguntou a Nakamura se ele gostaria de um combate individual contra Corbin. Nakamura respondeu que, embora Corbin fosse perigoso, ele tinha medo dele. Nos bastidores na semana seguinte, quando Fuentes estava prestes a ter outra entrevista com Nakamura, Corbin atacou-o e disse que não tinha medo. Os dois estavam preparados para se enfrentar no SmackDown de 11 de julho, mas os dois brigaram e o combate entre eles foi reprogramado para o Battleground.
No Money in the Bank, Maria Kanellis fez seu retorno à WWE juntamente com seu marido Mike Kanellis, que fez sua estreia na promoção. O casal então fez uma promo sobre o "poder do amor". No SmackDown de 27 de junho, eles voltaram a falar sobre isso, mas foram interrompidos por Sami Zayn, que vinha para sua luta contra Baron Corbin, para a consternação de Maria. Nos bastidores durante o episódio do 11 de julho, Maria estava à procura de Zayn, pois queria que ele pedisse desculpa. Mais tarde, Zayn encontrou Maria e Mike e disse que já tinha se desculpado duas vezes. Ele então gritou com Mike, já que este ainda não tinha feito nenhum combate desde que chegou à WWE. Em resposta, Maria bateu em Zayn e Mike quebrou um vaso de vidro em sua cabeça. Na semana seguinte, Zayn perdeu para Mike, e uma revanche entre eles foi agendada para o Battleground.
Em rivalidades menores, no SmackDown de 11 de julho Shane McMahon marcou uma luta fatal 5-way  para determinar a desafiante ao Campeonato Feminino do SmackDown de Naomi no SummerSlam entre Charlotte Flair, Becky Lynch, Natalya, Tamina e Lana. No SmackDown de 20 de junho, a New Day (Big E e Kofi Kingston e Xavier Woods) desafiou os Usos (Jey Uso e Jimmy Uso) para outra luta pelo Campeonato de Duplas do SmackDown, que eles aceitaram. Além disso, um confronto entre Tye Dillinger e Aiden English foi marcado para o pré-show do evento.